# François Cahuc
Pas d'image ? Cliquez ici

a Compétitions nationales et continentales officielles uniquement.

b Matchs officiels uniquement.
Dernière mise à jour le 5 décembre 2024.
François Cahuc était un joueur français de rugby à XV, né le 4 juillet 1892 à Pamiers et décédé le 4 septembre 1972 à Saint-Girons. Il a joué au poste de troisième ligne aile (1,78 m pour 80 kg) à Saint-Girons et en équipe de France. 

## Biographie
François Cahuc dispute un match du Tournoi des Cinq Nations en 1922.
Il joue longtemps au club de Saint-Girons, avant d'en devenir dirigeant.